# Українське лицарство «Залізняк»
Українське лицарство «Залізняк» — українська студентська організація у Чернівцях, яка діяла у 1934-37 роках.

## Історія

Місце проведення Шевченківського свята, де 25 березня 1937 року було освистано румунський гімн

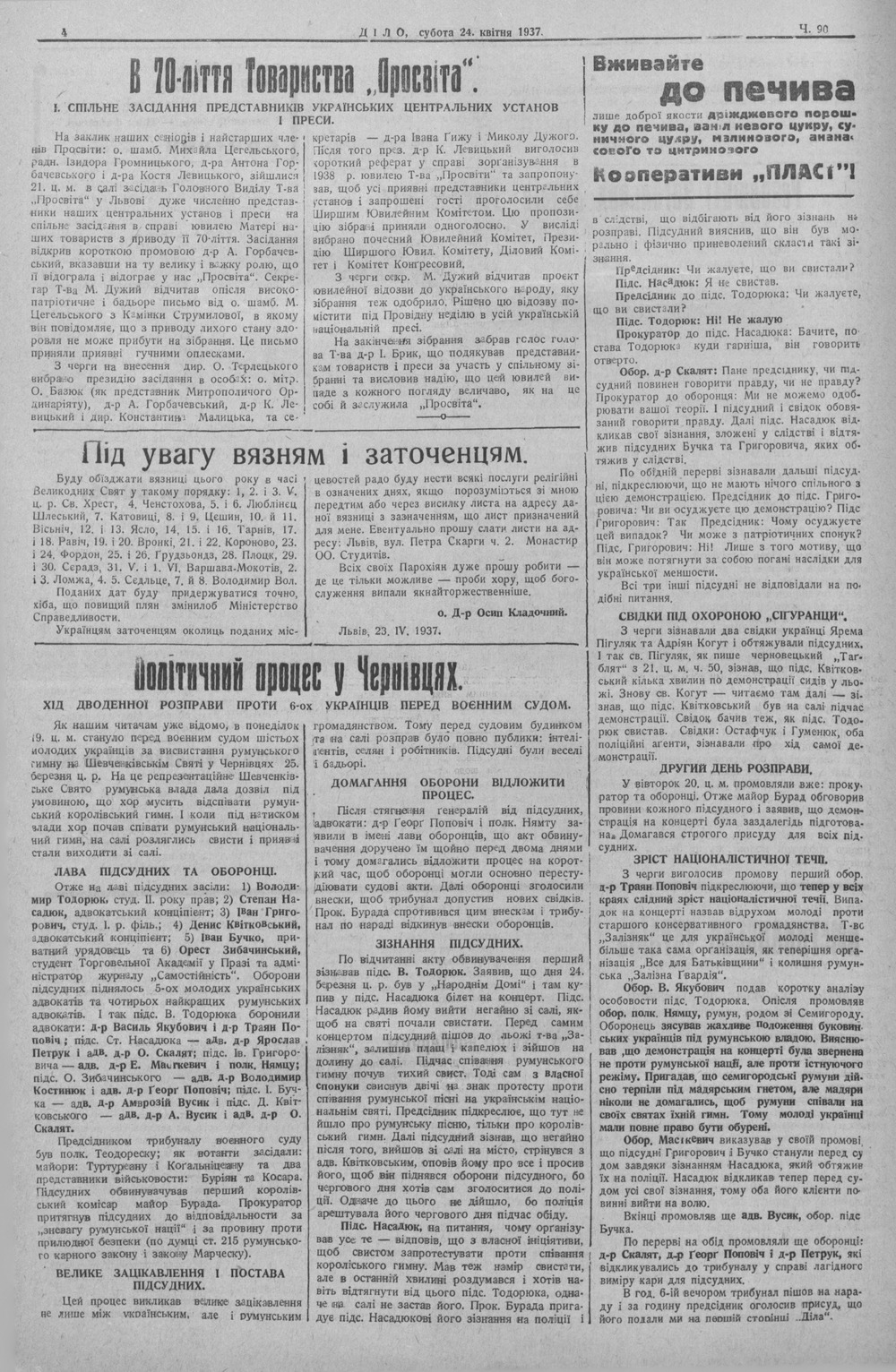
Репортаж з політичного процесу у м.Чернівці над членами товариства "Залізняк" за акцію з освистання румунського гімну під час святкування роковин Т.Г.Шевченка

Було засноване вихідцями з академічного товариства «Чорноморе» в липні 1934. Товариство було ідеологічним, усі члени сповідували ідеї виключно українського націоналізму.
«Залізняк» був малочисельним товариством, в загальному в ньому було не більше 40 осіб. Щороку відбувалися збори «Велике Лицарське Віче». Діяльність товариства тісно перетинається із ОУН. Учасники товариства видавали тижневик «Самостійність»

#### Члени товариства
Членами товариства були, Д. Квітковський, О. Зибачинський, В. Тодорюк, М. Насадюк, І. Григорович, Любомир-Ежен Гузар, П.Григорович, С.Никорович, Г. Маник, О.Турушанка, Б.Сірецький, В.Якубович, Ю.Глібка, Т.Скануна, І.Бучко та ін. Багато з них прийшло і з інших академічних товариств "Запороже" та "Чорноморе"

#### Шевченківське свято
25 березня 1937 р. в залі Чернівецької філармонії відбувалось свято в честь роковин Шевченка. Як тільки хор почав співати гімн Румунії, у залі почувся свист. Приміщення було оточене поліцією та затримано 15 буковинців, 11 з яких були членами товариства "Залізняк". З них на лаві підсудних опинилось шестеро. Їх звинуватили згідно ст. 215 кримінального кодексу - "образа румунської нації" та ст.11 Закону Марзеску - "революційні акти під час стану облоги". В.Тодорюк отримав 5 років, М.Насадюк - 4 р., Д.Квітковський - 2 р., І.Григорович - 2 р. І.Бучко - 6 місяців. О.Зибачинського виправдали. Терміни для учасників акції були замінені на грошові застави та різні терміни поліційного нагляду за ними.
Після цієї події, у квітні 1937 р. товариство було виключено зі списку юридичних осіб, що по суті припинило його існування.